# Odyssey Through O2
Odyssey Through O2 è un album di remix di Jean-Michel Jarre, commercializzato nel 1998. Si tratta di una raccolta di remix dei brani di Oxygène 7-13, effettuati da altri artisti. Infatti, l'unico brano in cui Jarre è presente è Rendez-Vous '98, dove il musicista francese suona insieme agli Apollo 440.

## Tracce
1. Odyssey Overture - 0:53
2. Oxygène 10 Transcengenics (remix Loop Guru) - 4:01
3. Oxygène 7 (DJ Cam remix) - 4:22
4. Oxygène 8 (Hani's Oxygène 303) - 4:19
5. Oxygène 8 (Hani's Oxygène 303 reprise) - 2:31
6. Odyssey Phase 2 - 0:33
7. Oxygène 10 (Resistance D Treatment) - 6:43
8. Oxygène 8 (Transmix) - 3:42
9. Oxygène 8 (Sunday Club) - 7:43
10. Oxygène 10 (Apollo 440 Remix Dub) - 5:47
11. Odyssey Phase 3 - 0:14
12. Oxygène 11 (Remix) - 0:57
13. Oxygène 12 (Claude Monnet Remix) - 5:15
14. Oxygène 8 (Takkyu Ishino Remix) - 4:21
15. Odyssey Finale - 2:06
16. Rendez-Vous '98 (Jean-Michel Jarre & Apollo 440) - 7:14
17. Oxygène 13 (Tetsuya Komuro Remix) - 5:36

## Programma
Il compact disc contiene anche un programma per PC, Jarkaos, una versione limitata del programma Arkaos che Jarre usa per creare accompagnamenti visivi nei suoi concerti. Jarkaos Permette agli utenti di manipolare effetti visivi con il computer mentre ascoltano la musica.